# Alfred Wyndham Paget
Sir Alfred Wyndham Paget (26. března 1852, Londýn, Anglie – 17. června 1918, Londýn, Anglie) byl britský admirál. Od mládí sloužil u Royal Navy, působil také jako diplomat. Jako námořní důstojník bojoval v koloniích, v letech 1908–1911 byl vrchním velitelem u břehů Irska. Hodnosti admirála dosáhl v roce 1914 a zúčastnil se první světové války.

## Kariéra
Pocházel z významného šlechtického rodu Pagetů, byl vnukem vojevůdce napoleonských válek maršála 1. markýze z Anglesey. Narodil se jako druhorozený syn generála lorda Alfreda Pageta (1816–1888), po matce byl potomkem rodu Wyndhamů. Studoval na námořní akademii, u Royal Navy sloužil od roku 1869 a zúčastnil se válek v koloniích. V roce 1896 byl povýšen na kapitána a poté v letech 1896–1899 působil jako námořní atašé na velvyslanectvích v Petrohradě, Paříži a Washingtonu. V roce 1899 obdržel Řád sv. Michala a sv. Jiří a poté se v rámci spojenecké flotily zúčastnil bojů proti boxerskému povstání v Číně. Od roku 1905 byl námořním pobočníkem krále Eduarda VII. a v roce 1906 dosáhl hodnosti kontradmirála. V letech 1908–1911 byl vrchním velitelem u břehů Irska a zároveň od roku 1908 členem irské Tajné rady. Při příležitosti korunovace Jiřího V. získal velkokříž Řádu lázně spolu s šlechtickým titulem Sir a hodnost viceadmirála (1911). V roce 1914 byl povýšen na admirála a za první světové války byl velitelem námořních rezerv. Aktivně na moři sloužil již jen výjimečně, například v Severním moři. V roce 1917 odešel ze zdravotních důvodů do výslužby a krátce poté zemřel v Londýně.

## Rodina
V roce 1906 se oženil s Viti Macgregor (1884–1918), dcerou queenslandského guvernéra Williama Macgregora. Měli spolu jednu dceru.
Alfredův starší bratr Arthur Henry Fitzroy Paget (1851–1928) byl generálem a vrchním velitelem v Irsku, nejmladší bratr Almeric Paget (1861–1949) byl podnikatelem a politikem, v roce 1917 získal titul barona a poté byl dlouholetým funkcionářem Společnosti národů.